# Yasunori Mitsuda
Yasunori Mitsuda (光田 康典, Mitsuda Yasunori, 21 de janeiro de 1972) é um compositor, designer de som, e músico do Japão. Ele compôs ou trabalhou na música de mais de 40 jogos, e contribuiu para vários outros álbuns. É mais conhecido por suas composições para os jogos Chrono Trigger, Xenogears, Mario Party, Chrono Cross, Xenosaga Episode I: Der Wille zur Macht, Soma Bringer, Shadow Hearts, Inazuma Eleven, e Soul Sacrifice. Ele começou a trabalhar com trilhas sonoras de videogames no colégio, e após se formar matriculou-se no Colégio Júnior de Música em Tóquio. Como parte de seu curso, ele conseguiu uma vaga como estagiário na Wolf Team, posteriormente recebendo os agradecimentos especiais nos créditos de Span of Dream. Ao se graduar em 1992, ele entrou na Square (atual Square Enix) como compositor após ver um anúncio em uma revista no escritório que estava visitando com seu professor.
Apesar de ter mantido o cargo de compositor, Mitsuda trabalhou como engenheiro de som por dois anos. Em 1994, após ameaçar sua saída ao vice-presidente da Square, Hironobu Sakaguchi, ele recebeu a posição de compositor da trilha sonora de Chrono Trigger. Com o sucesso do jogo e clamor à sua trilha sonora, ele passou a compor para vários outros jogos da Square, incluindo Xenogears. Em 1998, Mitsuda deixou a Square e passou a trabalhar como freelancer, fundando seu próprio estúdio de produção em 2001 chamado Procyon Studio, bem como seu próprio selo de gravação, Sleigh Bells. A empresa expandiu para seis funcionários, e Mitsuda continua a compor para videogames, séries de anime, e também para seus próprios álbuns independentes.

## Biografia

### Primeiros anos
Mitsuda nasceu em Shunan, Yamaguchi, Japão, em 21 de janeiro de 1972, e criado no Distrito de Kumage. Ele começou a receber aulas de piano a partir dos cinco de anos, mas tinha mais interesse em esportes e nunca levou música a sério, abandonando aos seis. Por algum tempo, ele queria se tornar um jogador de golfe profissional. No colégio, inspirado pelas trilhas sonoras dos filmes Blade Runner de Vangelis e The Pink Panther de Henry Mancini, Mitsuda redescobriu a música. Depois de assistir Railman, ele decidiu se tornar um compositor. Ele criou interesse em PCs, um item raro à época, depois que seu pai o deu um. Ele começou a programar jogos de computador e a compor música para eles, participando de aulas mais técnicas.
Depois do colégio, Mitsuda decidiu deixar a cidade e se tornar independente. Com o incentivo do pai e da irmã, ele se mudou para Tóquio e se matriculou no Colégio Júnior de Música. Apesar do pouco prestígio da escola, Mitsuda recebeu instrução sólida de seus professores, a maioria dos quais eram músicos praticantes que levavam Mitsuda a apresentações com eles para ajudar a carregar e montar equipamentos. Ao custo de se acostumar a trabalho físico não remunerado, Mitsuda conseguiu ver em primeira mão o mundo da música do Japão e recebeu treinamento valioso dentro e fora da sala de aula. Foi também durante essa época que ele trabalhou por seis meses como assistente a um dos professores no departamento de som para jogos.
Durante essa experiência de trabalho e com o fim de seu curso, Mitsuda viu um anúncio de vaga de sonoplasta na Square em uma revista Famitsu que viu enquanto visitava uma empresa. Sem planos claros para o que queria fazer após a escola, ele se candidatou à vaga. Mitsuda enviou uma demo que lhe concedeu uma entrevista no estúdio. Apesar da entrevista que ele descreveu como "desastrosa" com o compositor Nobuo Uematsu e o programador de som Minoru Akao, onde ele disse que só queria o trabalho como "ponto de partida" para sua carreira e admitiu nunca ter jogado os maiores jogos da Square, tais como a série Final Fantasy, Mitsuda conseguiu uma posição na equipe de som da empresa em abril de 1992.

### Carreira
Apesar de seu cargo o descrever como "compositor", Mitsuda se encontrou trabalhando mais como engenheiro de som. Pelos próximos dois anos, ele criou os efeitos sonoros de Hanjuku Hero, Final Fantasy V, Secret of Mana e Romancing SaGa 2. Em 1994, preocupado com seu baixo salário e percebendo que nunca teria a chance de lidar com trabalho de composição sem tomar uma atitude drástica, ele deu ao vice-presidente da Square, Hironobu Sakaguchi, um ultimato: teria que deixá-lo compor, ou ele pediria demissão. Sakaguchi deu ao jovem músico uma posição na equipe trabalhando em Chrono Trigger, dizendo a ele que "após terminar, talvez seu salário suba". Mitsuda era o único compositor do jogo, criando 54 faixas para o lançamento final. Mitsuda esforçou-se excessivamente, e muitas das vezes trabalhava até desmaiar, acordando com ideias para novas músicas tais como o tema de encerramento do jogo. Ele trabalhou tanto que desenvolveu úlcera estomacal e teve que ser hospitalizado, fazendo com que Uematsu terminasse as faixas restantes para ele; Uematsu compôs dez faixas, uma delas com a ajuda de Noriko Matsueda.
Chrono Trigger foi um grande sucesso, e sua trilha sonora foi extremamente popular entre fãs. Mitsuda diz que este título é um "marco", que "amadureceu" sua pessoa e sua música. Ele atribui seu sucesso entre fãs pelo uso de estilos folk e jazz, em contraste ao estilo "semi-orquestral" popular em trilhas sonoras da época. Após Chrono Trigger, Mitsuda compôs a música de Front Mission: Gun Hazard, outra vez ao lado de Uematsu. De acordo com Uematsu, Mitsuda voltou a se esforçar demais e adoeceu por conta do estresse e de problemas físicos. Mitsuda trabalhou em mais três títulos da Square: Tobal No. 1 (primeiro jogo da Square para PlayStation) e Radical Dreamers: Nusumenai Hōseki em 1996, e Xenogears em 1998, apresentando a primeira balada em um jogo da Square, o tema de encerramento celta "Small Two of Pieces" cantado por Joanne Hogg. Também durante esse período, Mitsuda produziu álbuns com versões arranjadas de suas trilhas sonoras, criando remixagens em acid jazz em Chrono Trigger Arranged Version: The Brink of Time e arranjos celtas da música de Xenogears em Creid. Em 1998, seguindo o que ele havia dito em sua entrevista à empresa, Mitsuda deixou a Square para trabalhar como freelancer, o primeiro de vários compositores da Square a tomar essa decisão.
Após sua saída, Mitsuda trabalhou apenas em mais um jogo com a Square, compondo para o título de 1999 Chrono Cross, sequência a Chrono Trigger. Ele trabalhou em mais de uma dezena de jogos desde então, incluindo Xenosaga Episode I: Der Wille zur Macht, sequência espiritual de Xenogears, e títulos como Shadow Hearts e Luminous Arc. Além de jogos, Mitsuda compôs para o anime Inazuma Eleven e o álbum independente Kirite. Em 22 de novembro de 2001, Mitsuda fundou a Procyon Studio e o selo Sleigh Bells para produção de sua música. Por vários anos, a Procyon consistia apenas em Mitsuda e alguns produtores, mas expandiu para nove funcionários, incluindo outros compositores. Mitsuda e a Procyon Studio produziram mais álbuns arranjados, tais como Sailing to the World e Colours of Light, uma compilação de peças vocais lançada em 2008 que Mitsuda compôs. O estúdio também teve envolvimento na programação do sintetizador KORG DS-10 para o Nintendo DS, enquanto que Mitsuda produziu e compôs para o jogo de iPhone bQLSI Star Laser. Mitsuda diz que, para os projetos em que a Procyon vem trabalhando nos últimos anos, ele se concentra mais em trabalhar como produtor em uma equipe de artistas em vez de apenas como compositor.

## Legado
A música de Mitsuda para Chrono Trigger foi apresentada ao vivo pela primeira vez pela Orquestra Sinfônica de Tóquio em 1996 no Orchestral Game Concert em Tóquio, Japão, acompanhando o lançamento de um álbum. A primeira apresentação sinfônica de sua música fora do Japão ocorreu em 2005 no Symphonic Game Music Concert em Lípsia, Alemanha, quando a trilha sonora de Chrono Cross foi apresentada. Mitsuda criou versões arranjadas das músicas de Trigger e Cross para os concertos Play! A Video Game Symphony em 2006. A trilha sonora dos dois jogos foi apresentada também em outras turnês como a série Video Games Live e em concertos pela Eminence Orchestra. A música escrita por Yasunori Mitsuda para Chrono Trigger e Chrono Cross ocupou um quarto dos concertos Symphonic Fantasies em setembro de 2009 produzidos pelos criadores da série Symphonic Game Music Concert e conduzidos por Arnie Roth. "Scars of Time" de Chrono Cross foi tocada no concerto Fantasy Comes Alive em Singapura em 30 de abril de 2010.
As trilhas sonoras compostas por Mitsuda foram extensivamente remixadas por fãs, dando origem a vários álbuns. Entre esses álbuns está o oficialmente licenciado Time & Space - A Tribute to Yasunori Mitsuda, lançado pela OneUp Studios em 7 de outubro de 2001, contendo 18 remixagens, e uma segunda versão do álbum que foi lançada em 17 de junho de 2003. Outro lançamento popular foi Chrono Symphonic, um álbum não oficial disponível apenas por download no site OverClocked ReMix, lançado em 3 de janeiro de 2006 com 25 remixagens em dois "discos". Um álbum popular relacionado é Radical Dreamers: Thieves of Fate, outro álbum não oficial lançado no OverClocked ReMix em 5 de janeiro de 2008, contendo 15 remixagens da trilha sonora de Radical Dreamers. A música de Mitsuda em Xenogears também deu origem a álbuns feitos por fãs; um álbum tributo oficialmente licenciado com o nome Xenogears Light: An Arranged Album foi publicado em quantidades limitadas pelo grupo OneUp Studios em 2005. O álbum contém 20 faixas arranjadas da trilha de Xenogears e tocadas com instrumentos acústicos como piano, flauta, violão e violino. Outro álbum não oficial intitulado Humans + Gears foi produzido como um álbum digital pela OverClocked ReMix em 19 de outubro de 2009, consistindo em 33 faixas em dois "discos". Seleções de remixagens das obras de Mitsuda também apareceram em álbuns remixados japoneses.
A música original de Chrono Trigger foi arranjada para piano e publicada em partitura pela DOREMI Music Publishing. As partituras para as faixas de Chrono Cross em formato arranjado para violão solo e dueto foram lançadas pela Procyon Studio.

## Estilo e influências musicais
Mitsuda diz compor "brincando em seu teclado" e deixando que as melodias venham até ele. Às vezes, ele cria canções enquanto dorme, com o tema de encerramento de Chrono Trigger e "Bonds of Sea and Fire" de Xenogears como exemplos, embora sua principal inspiração seja elementos visuais, "pinturas ou outras coisas". Sua música é tipicamente minimalista, citando minimalismo como influência. Seus temas para batalhas finais em Chrono Trigger e Xenogears se baseiam em apenas alguns acordes cada, este último contendo apenas dois. Mitsuda já ouviu um grande número de gêneros musicais no decorrer de sua vida, hábito que herdou do pai, e é especialmente inspirado por jazz. Ele também é inspirado por música celta, criando dois álbuns nesse estilo. A trilha sonora de Chrono Trigger também mostra traços de influência da música asiática, incluindo sons do shakuhachi japonês e do tabla indiano. Ele cita Maurice Ravel, J. S. Bach, Piotr Tchaikovsky, Claude Debussy, Robert Schumann, Antonín Dvořák e Gustav Holst como seus compositores clássicos favoritos, dizendo que suas influências modernas são tantas para dizer quais são por ele ouvir uma variedade muito grande de músicas.
Mitsuda diz que suas obras favoritas são as da série Chrono, Xenogears, Xenosaga Episode I, e o álbum original Kirite, embora ele diga que todas as suas trilhas sonoras são "obras representativas", por representarem quem ele era como compositor quando elas foram feitas. Suas peças favoritas são "The Girl Who Closed Her Heart" e "Pain" de Xenosaga Episode I e as peças de Kirite. Quando ele começa a compor uma trilha sonora, ele leva um mês reunindo informações e trabalhos artísticos sobre o mundo e os cenários do jogo para garantir que sua música se encaixe ao jogo. Ele também diz achar mais fácil se inspirar se ele tiver acesso a uma representação visual. Mitsuda diz não poupar seus melhores trabalhos para jogos mais populares, por tentar compor cada peça para corresponder a como ela será usada em um jogo específico. Ele também tenta compor boas peças mesmo para jogos que ele ache que não serão um sucesso, assim a trilha sonora será um ponto positivo do jogo aos jogadores. A maioria das trilhas sonoras que ele compõe são para RPGs, embora ele goste de projetos que sejam diferentes do que ele já fez e que esteja interessado em trabalhar com outros gêneros.
| “ | Eu acho que (música para videogames) é algo que deve ficar com o jogador. É interessante porque a música não pode ser uma qualquer, mas sim algo que consiga entrar no coração do jogador. Nesse sentido, isso não se aplica apenas à trilha sonora de videogames, mas eu tenho uma sensação muito forte sobre compor músicas que deixem uma impressão duradoura... O que eu não devo esquecer é que ela deve ser divertida aos que estão ouvindo. E, para ser sincero, não acho que haja muito mais do que isso. Eu não tento nada muito audacioso, então desde que os ouvintes gostem, ou sintam que é uma boa música, então meu trabalho está feito. | ” |

## Discografia

### Videogames
Composições
| - Chrono Trigger (1995) – com Nobuo Uematsu e Noriko Matsueda - Radical Dreamers: Nusumenai Hōseki (1996) - Front Mission: Gun Hazard (1996) – com Nobuo Uematsu, Masashi Hamauzu, e Junya Nakano - Tobal No. 1 (1996) – com vários outros - Xenogears (1998) - Mario Party (1998) - Chrono Cross (1999) - Bomberman 64: The Second Attack (1999) – com vários outros - Mario Party 2 (1999) (composições reutilizadas) – com Hironao Yamamoto, Syohei Bando, e Kazuhiko Sawaguchi - Tsugunai: Atonement (2001) - Shadow Hearts (2001) – com Yoshitaka Hirota - Legaia 2: Duel Saga (2001) – com Hitoshi Sakimoto e Michiru Ōshima - Xenosaga Episode I: Der Wille zur Macht (2002) - The Seventh Seal: The Resurrection of the Dark Lord (2003) - Shadow Hearts: Covenant (2004) – com Yoshitaka Hirota, Kenji Ito, e Tomoko Kobayashi - Graffiti Kingdom (2004) - 10,000 Bullets (2005) – com Miki Higashino - Tantei Kibukawa Ryosuke Jiken Dan (2005) – com Takanari Ishiyama e Kazumi Mitome - Monster Kingdom: Jewel Summoner (2006) – com vários outros - Deep Labyrinth (2006) - Luminous Arc (2007) – com Kazumi Mitome, Akari Kaida, e Shota Kageyama - Soukou Kihei Armodyne (2007) - Soma Bringer (2008) | - Inazuma Eleven (2008) - Sands of Destruction (2008) – com Shunsuke Tsuchiya e Kazumi Mitome - Arc Rise Fantasia (2009) – com Shunsuke Tsuchiya e Yuki Harada - Lime Odyssey (2009) – com Dong-Hyuc Shin, Jun-Su Park, e Sa-Yin Jeong - bQLSI Star Laser (2009) - Inazuma Eleven 2 (2009) - Xenoblade Chronicles (2010) – (apenas o tema de encerramento, "Beyond the Sky") - Inazuma Eleven 3 (2010) – com Natsumi Kameoka - Inazuma Eleven Strikers (2011) – com Natsumi Kameoka - Yuusha 30 Second (2011) – com vários outros - Pop'n Music 20 Fantasia (2011) – (apenas uma música, "Tradria") - Inazuma Eleven Strikers 2012 Xtreme (2011) – com Natsumi Kameoka - Kid Icarus: Uprising (2012) – com vários outros - Black Wolves Saga: Bloody Nightmare (2012) – (apenas o tema principal, "Dear Despair") - Inazuma Eleven 1.2.3!! Legend of Mamoru Endou (2012) – com Natsumi Kameoka - Inazuma Eleven GO 2: Chrono Stone (2012) – com Natsumi Kameoka - Inazuma Eleven GO Strikers 2013 (2012) – com Natsumi Kameoka - Soul Sacrifice (2013) – com Wataru Hokoyama - Soukyuu no Sky Galleon (2013) – (apenas o tema principal) - Ken ga Kimi (2013) – (apenas o 2º tema de encerramento)[carece de fontes?] - Inazuma Eleven GO 3: Galaxy (2013) |

Arranjos
- Mega Man Legends 2 (2000) – ("It’s OK to Cry", "The Place Where Wishes Come True")
- Super Smash Bros. Brawl (2008) – ("Vs. Marx", "World Map – Pikmin 2")
- Tokyo Yamanote Boys: Dark Cherry Disc (2011) – ("Overture")
- Hundred Years' War: Euro Historia (2013) – com Shunsuke Tsuchiya[30]

Sonoplastia (efeitos sonoros e programação)
- Hanjuku Hero: Aa, Sekaiyo Hanjukunare...! (1992)
- Final Fantasy V (1992)
- The 7th Saga (1993)
- Secret of Mana (1993)
- Romancing SaGa 2 (1993)
- KORG M01 (2010)

Produção de som (supervisor, diretor ou produtor)
- Breath of Fire: Dragon Quarter (2002) – música por Hitoshi Sakimoto
- Fist Groove (2005) – produção de som
- Fist Groove 2 (2006) – produção de som
- Minna de Puzzleloop (2008) – produção de som
- Luminous Arc 2 (2008) – música por Yoko Shimomura, Akari Kaida, Yoshino Aoki, e Shunsuke Tsuchiya
- Infinite Loop: Kojjou ga Miseta Yume (2008) – produção de som
- Luminous Arc 3 (2009) – música por Maki Kirioka, Shunsuke Tsuchiya, e Yoko Shimomura
- Thexder Neo (2009) – produção de som
- KORG M01 (2010) – gerência de produto
- Treasure Report: Kikai Jikake no Isan (2011) – música por Maki Kirioka
- Tokyo Yamanote Boys: Honey Milk Disc (2011) – música por Maki Kirioka e Shunsuke Tsuchiya
- Tokyo Yamanote Boys: Super Mint Disc (2011) – música por Maki Kirioka e Shunsuke Tsuchiya
- Tokyo Yamanote Boys: Sweet Jelly Beans (2012) – música por Maki Kirioka e Shunsuke Tsuchiya
- Tokyo Yamanote Boys: Fresh Ginger Disc (2012) – música por Maki Kirioka e Shunsuke Tsuchiya
- Tokyo Yamanote Boys: Pure Raspberry Disc (2012) – música por Maki Kirioka e Shunsuke Tsuchiya
- Tokyo Yamanote Boys: Black Vanilla Disc (2012) – música por Maki Kirioka e Shunsuke Tsuchiya
- Black Wolves Saga: Last Hope (2012) – música por Shunsuke Tsuchiya e Natsumi Kameoka
- Wizardry Online (2013) – produção de som
- Ken ga Kimi (2013) – música por Natsumi Kameoka
- KORG M01D (2013) – gerência de produto
- Handy Harp (2013) – planejamento e produção

### Anime
Composições
- Pugyuru (2004)
- Inazuma Eleven (2008)
- Inazuma Eleven: Saikyō Gundan Ōga Shūrai (2010)
- Inazuma Eleven GO Chrono Stone (2012) – com Shiho Terada e Natsumi Kameoka
- Chouyaku Hyakuninisshu: Uta Koi (2012) – com Maki Kirioka
- Inazuma Eleven GO vs. Danbōru Senki W (2012) – com Natsumi Kameoka e Rei Kondoh
- Inazuma Eleven GO Galaxy (2013)

### Outros trabalhos
Composições
| - Chrono Trigger Arranged Version: The Brink of Time (1995) - Creid (1998) - Street Fighter Zero 3 Drama Album (1999) – com Yoshitaka Hirota - Iizuka Mayumi no MEGA-TON Smile (1999) – com Yoshitaka Hirota - Biohazard 2 Drama Album: Chiisana Toubousha Sherry (1999) – com Yoshitaka Hirota - Biohazard 2 Drama Album: Ikiteita Onna Spy Ada (1999) – com Yoshitaka Hirota - 2197 (1999) – com vários outros - Ten Plants 2 Childrens Songs (1999) – com vários outros - Hopeful Weeds (2000) - Square Vocal Collection (2001) – com vários outros - Hopeful Weeds Original Sound Vol. 002 (2001) | - Hopeful Weeds Original Sound Vol. 003 (2002) - Sailing to the World (2002) - Hopeful Weeds Original Sound Vol. 004 (2003) - Hopeful Weeds Original Sound Vol. 005 (2004) - Hopeful Weeds Original Sound Vol. 006 (2004) - Kirite (2005) - Colours of Light – Yasunori Mitsuda Vocal Collection (2009) - Mobile Suit Gundam 00 Voice Actor Single Yuichi Nakamura Come Across Graham Aker (2010) - Myth: The Xenogears Orchestral Album (2011) - Play For Japan: The Album (2011) – com vários outros - NHK-FM Radio Drama "Sabaku no Utahime" (2011) - Iasah/INNOCENCE (2013) |

Arranjos
- Creid (1998) – com Hidenobu Otsuki
- Street Fighter EX2 Arrange Album (1998) – ("Three Tree", "Passage of Lotus")
- It's OK to Cry/Where Dreams Come True (2000)
- Heijitsu Machine (2000) – produção de som
- Love Will Begin ~ Blue Sky, The Sun and The Wind (2001)
- Street Fighter Tribute Album (2003) – ("Blanka Stage")
- Dark Chronicle Premium Arrange (2004) – ("The Adventure that Never Ends – Rush Theme")
- Near Death Experience, SHADOW HEARTS Arrangetracks (2005) – ("Astaroth – 8-minute note mix", "Town of Twilight – Ambient Remix")
- Rogue Galaxy Premium Arrange (2006) – ("The Theme of Rogue Galaxy")
- Oriental Green/Eri Kawai (2009)
- Dariusburst Remix Wonder World (2010)
- PLACE/Kaori Oda (2013)